# Jahanzeb Banu Begum
Jahanzeb Banu Begum (nota anche come Jani Begum; ... – Gujarat, marzo 1705) è stata una principessa indiana della dinastia Moghul, figlia di Dara Shikoh, erede apparente dell'imperatore Shah Jahan, e moglie di Azam Shah, erede apparente dell'imperatore Aurangzeb.

## Biografia
Jahanzeb Banu Begum, detta Jani Begum, era la più giovane dei sette figli di Dara Shikoh, figlio ed erede apparente dell'imperatore Moghul Shah Jahan, e di sua moglie Nadira Banu Begum, la quale era anche sua cugina in quanto figlia del principe Parviz Mirza. 
In gioventù, venne descritta come "bellissima e coraggiosa" da Niccolò Manucci, viaggiatore, medico e scrittore italiano che visse alla corte di suo padre. 
Sebbene suo padre fosse il favorito per succedere al trono, venne sfidato da suo fratello minore, Aurangzeb, che nel 1659 vinse la guerra civile, giustiziò Dara Shikoh e, nel 1662, suo figlio maggiore Sulaiman Shikoh, e si proclamò imperatore. Risparmiò invece Jahanzeb e suo fratello Sipihr, gli unici due figli di Dara ancora vivi. 
Il coraggio e la dignità di Jahanzeb quando venne condotta davanti allo zio furono ampiamente descritti nelle cronache Moghul, così come la sua disperazione quando venne affidata a sua zia Roshanara Begum, la sorella favorita e sostenitrice di Aurangzeb. Roshanara provava antipatia per la nipote e la maltrattò fin dai primi giorni, così alla fine Jahanzeb venne mandata al Forte di Agra, dove venne cresciuta con affetto da suo nonno Shah Jahan, lì imprigionato dopo la sua disposizione nel 1658, e da un'altra zia, Jahanara Begum, che era stata una forte sostenitrice di Dara Shikoh e che la crebbe come figlia sua, dedicandosi in particolare alla sua istruzione, tanto che Jahanzeb venne notata come una delle donne più colte della corte. Alla morte di Jahanara nel 1681, Jahanzeb ereditò le sue gemme più belle.  
Per la sua valenza politica e per le sue virtù, Aurangzeb selezionò Jahanzeb come moglie principale di suo figlio maggiore Azam Shah. Il matrimonio, organizzato da Jahanara, si tenne il 3 gennaio 1669 e fu descritto come uno dei più sontuosi della storia Moghul. Contrariamente alle aspettative, il matrimonio si rivelò estremamente felice e Jahanzeb divenne, oltre alla moglie favorita, anche la principale consigliera di suo marito. In virtù di questo, si guadagnò anche la stima di Aurangzeb, del quale finì per divenire la nuora favorita. Dal matrimonio nacquero quattro figli.   
Jahanzeb divenne una figura importante nella corte imperiale, svolgendo un ruolo diplomatico nel mantenimento delle relazioni fra i vari membri della famiglia e interessandosi anche ad attività militari. In particolare, è ricordato il suo ruolo nel mantenere il rapporto col marito e il figlio maggiore, che era teso a causa del favoritismo di Aurangzeb verso il nipote, e per aver intercesso per Mir Hedayatullah, un nobile che aveva avuto un alterco con Azam Shah durante una caccia che si era concluso con Mir che si dimetteva sul posto. Grazie a lei, i due si riappacificarono e Mir riprese il suo posto.   
Altrettanto importante fu la sua attività in campo militare, rara per una donna Moghul.   
Nel 1679, seguì suo marito che stava raggiungendo suo padre con un esercito. Quando Azam Shah fu costretto ad anticipare le truppe per raggiungere prima l'imperatore, che lo aveva convocato con urgenza, fu Jahanzeb a subentrare come comandante, guidando l'esercito per le successive tre settimane fino alla meta. Nel 1682, prese parte alla guerra contro i Maratha e, in un momento di difficoltà, montò a cavallo di un elefante per invitare le truppe a contrattaccare, promettendo che, in caso di sconfitta, si sarebbe suicidata. Svolse un ruolo simile durante la campagna del 1686-1687, quando risollevò il morale delle truppe durante l'invasione di Bijapur. 

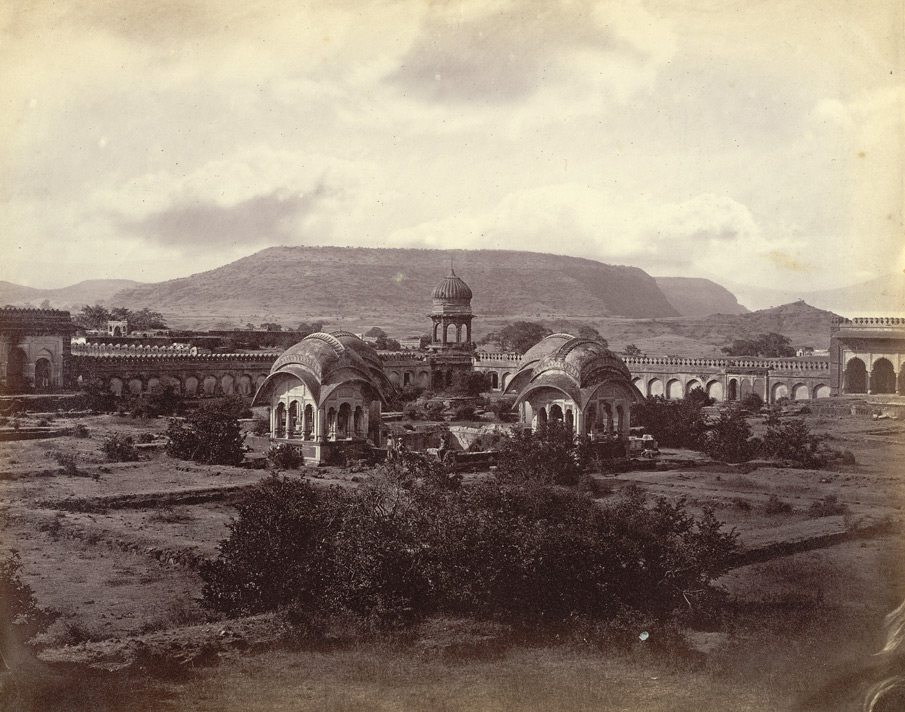
Il mausoleo di Jahanzeb Begum, fotografia del XIX secolo

Nel 1703, Jahanzeb si ammalò di quello che viene descritto come un cancro al seno. Venne esaminata da un medico francese, Monsignore Martin, che le propose di sottoporsi a un'operazione per mano di una sua conoscente di Delhi, ma lei rifiutò di farsi toccare da una donna infedele, che beveva vino e mangiava carne di maiale, per paura di subire contaminazioni. Morì a Gujarat nel marzo 1705 dopo due anni di agonia, lasciando il marito in un lutto profondo che lo accompagnò fino alla morte, nel giugno 1707. Venne sepolta in un mausoleo a suo nome a Kuldabad.

## Discendenza
Da suo marito, ebbe tre figli e una figlia:
- Bidar Bakht (4 agosto 1670 - 1707). Era il nipote preferito di Aurangzeb, che gli elargì costantemente favori e doni;
- Jawan Bakht Bahadur;
- Sikandar Shan Bahadur;
- Najibunnisa Begum.